# Felicia Day
Pour les articles homonymes, voir Day.
Felicia Day, née le 28 juin 1979 à Huntsville dans l'Alabama, est une actrice américaine, connue entre autres pour son rôle de Vi dans la série télévisée Buffy contre les vampires et pour des participations dans des films tels que American Girls 2 (Bring It On Again) ou June. Mais elle est aussi et surtout connue pour son rôle de Charlie dans Supernatural. Elle est aussi la star, scénariste et productrice de la série web The Guild, qui lui a valu de remporter le Greenlight Award pour la meilleure série digitale au Festival South by Southwest, le YouTube Video Award de la meilleure série et le Yahoo! Video Award récompensant la meilleure série.
Elle est également violoniste, danseuse, chanteuse et diplômée de mathématiques.

## Biographie
Felicia Day a été scolarisée à la maison durant son enfance et son adolescence alors que sa famille déménageait de ville en ville à travers le Sud des États-Unis. Elle commença sa carrière d'actrice à l'âge de sept ans, lorsqu'elle joua le rôle de Scout dans la production locale To Kill a Mockingbird. Elle a aussi étudié le chant lyrique et le ballet de manière professionnelle et a participé à plusieurs concerts et compétitions à l'échelle nationale. Elle est aussi une violoniste accomplie et effectue un court passage dans le groupe californien Gaelic Storm. Felicia joue à de nombreux jeux vidéo ; une grande partie de son travail sur sa série web The Guild est basé sur son expérience personnelle de joueuse.
Felicia a une fille, Calliope Maeve, née fin janvier 2017.

### Éducation
Après avoir été scolarisée à domicile, elle a commencé à fréquenter l'université à l'âge de 16 ans. Elle est acceptée à la Juilliard School, mais choisit plutôt de fréquenter l'université du Texas à Austin en étant soutenue par une bourse d'études complète pour se spécialiser dans deux champs d'expertise : les mathématiques et la performance musicale. Elle était une étudiante de mérite national en 1995 et finit major de promotion de sa classe.

## Carrière

### Début de carrière
Après ses études, Felicia déménagea à Los Angeles pour y entreprendre une carrière d'actrice. Elle obtint plusieurs rôles dans des courts-métrages ou des films indépendants et fit quelques apparitions dans certaines émissions de télévision, comme Undeclared et Maybe It's Me. Ces rôles l'ont propulsé vers de plus grandes productions. Elle participa à American Girls 2 (Bring It On Again), obtint le rôle principal dans le téléfilm June et un rôle récurrent en tant que Vi dans la série télévisée Buffy contre les vampires.

### The Guild

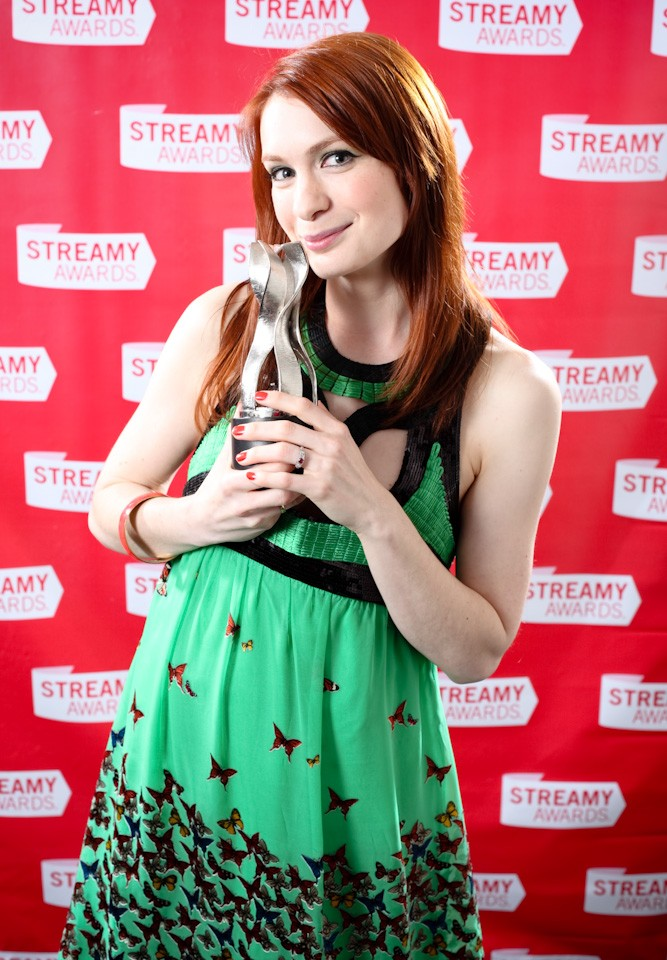
Felicia Day aux Streamy Awards 2009.

Elle est la créatrice, scénariste et actrice principale de The Guild, une web-série. La première saison fut hébergée principalement sur YouTube, où elle bénéficia de plus de 49 millions de vues. Sa deuxième saison fut hébergée sur les 3 services vidéos majeurs de Microsoft : Xbox Live, MSN Video, et le Zune Marketplace après que Microsoft a conclu un accord avec l'équipe de The Guild, accord leur permettant d'être rémunérés financièrement pour leur travail. Felicia Day créa aussi une chanson et un clip musical (Do you want to date my Avatar), mettant en vedette tous les acteurs de la série habillés comme leurs avatars respectifs. Day tient aussi un rôle dans la web-série d'un autre acteur de The Guild, Sandeep Parikh, nommée The Legend of Neil, où elle joue une fée. Elle y chante lors d'un épisode de la deuxième saison.
The Guild a remporté plusieurs prix dont le Greenlight Award pour la meilleure production d'une série digitale originale, le YouTube Video Award pour la meilleure série, le Yahoo! Video Award pour la meilleure série, et 3 Streamy Awards en 2009 pour la meilleure web-série (Comédie), meilleure actrice dans une web-série (Comédie), et meilleur groupe d'acteurs dans une série web (Général). Felicia Day a remporté un deuxième Streamy Award en 2010, pour meilleure actrice dans une web-série (Comédie).

### Autres travaux
En juillet 2008, Felicia tint le rôle de Penny dans la comédie musicale web Dr. Horrible's Sing-Along Blog, créée par Joss Whedon, qui a aussi créé Buffy contre les vampires. Day a aussi fait une apparition en tant que patiente du docteur House dans l'épisode Not Cancer de la série médicale Dr House et a aussi obtenu un rôle récurrent dans la série de science-fiction Dollhouse, d'abord dans l'épisode non-diffusé Epitaph One, puis dans la dernière de la série Epitaph Two.
Plus récemment[Quand ?], elle est apparue dans une série de publicités pour Sears. Dans la série Lie to Me, lors de l'épisode de la saison 2 Tractor Man, elle interpréta une chanson (White Lies) avec Brendan Hines, un des acteurs principaux de cette même série. Felicia Day a aussi obtenu le rôle principal dans le film de Syfy Red: Werewolf Hunter, produit par Angela Mancuso. Elle donne aussi sa voix à Zojja, une asura du collège de synergétique dans Guild Wars 2. Elle prête sa voix au personnage Veronica dans le jeu vidéo Fallout New Vegas sorti en 2010. En 2011, elle tient le rôle récurrent de Tallis, une elfe guerrière dans la série web Dragon Age Redemption, inspirée du jeu vidéo Dragon Age: Origins. Elle prête aussi sa voix dans le jeu vidéo Dragon Age 2: Mark Of The Assassins, une extension du jeu Dragon Age 2, toujours dans le rôle de Tallis.
Elle joue également le rôle du docteur Holly Marten dans la série Eureka pour les saisons 4 et 5 (2011 - 2012), ainsi que le personnage secondaire de Charlie dans Supernatural pour environ dix  épisodes.

### Geek & Sundry
En mars 2012, Felicia Day annonce la création sur YouTube de la chaîne Geek & Sundry, sur laquelle sont diffusées dès le 1er avril, et de manière hebdomadaire, plusieurs émissions inédites, ainsi que la saison 5 inédite de sa websérie The Guild. C'est l'occasion d'un nouveau vidéoclip de promotion intitulé I'm the one that's cool. Dans ce clip écrit par Felicia Day et figurant l'ensemble du casting de The Guild, l'actrice se réjouit de la popularité récente de la culture geek après des années d'ignorance et de violences scolaires.
Geek & Sundry diffuse également un vidéo-blog mettant en scène Felicia Day expérimentant plusieurs métiers et intitulé "The Flog".
La chaîne rencontre un certain succès sur Youtube, principalement grâce à la présence dans sa grille de la saison 5 de The Guild, mais également grâce à de nombreuses guest-stars participant aux émissions, comme par exemple Joss Whedon dans le premier épisode de la série Written by a kid. Table Top, avec Wil Wheaton est également l'une des réussites de Geek & Sundry, le principe est de recevoir des invités YouTubeurs ou autres pour jouer à des jeux de société .
En 2013, la saison 6 de The Guild est diffusée sur Geek & Sundry. En avril, Felicia Day annonce le renouvellement de Geek & Sundry pour une seconde année dans une vidéo redéfinissant ce qu'est vraiment un geek. De nouvelles émissions sont proposées, principalement pour en remplacer d'anciennes comme The Guild ou The Flog. L'une de ces émissions, Felicia's Arc, est présentée par l'actrice elle-même et propose chaque semaine de constituer l'arche de Noé des créatures de jeux vidéo.

## Filmographie

### Cinéma

#### Longs métrages
- 2008 : Prairie Fever de Stephen Bridgewater : Blue
- 2008 : Dear Me de Melissa Joan Hart : Pipsy
- 2007 : Grandeur et Descendance de Michael Feifer : Fille sexy
- 2006 : God's Waiting List de Duane Adler : Trixie
- 2004 : The Mortician's Hobby de John R. Hand : Tiffany
- 2004 : American Girls 2 de Steve Rash : Penelope
- 2004 : Final Sale de Armand Mastroianni : Felicia
- 2003 : Backslide de David M. Matthews : Maddie
- 2001 : Strings de Mark Dennis
- 2000 : Delusional de Douglas C. Williams

#### Courts métrages
- 2005 : Short Story Time de Jack Bennett : Felicia

### Télévision

#### Téléfilms
- 2005 : Mystery Woman: Vision of a Murder de David S. Cass Sr. : Emily
- 2005 : Warm Springs de Joseph Sargent : Eloise Hutchinson
- 2004 : June de Victoria Hochberg : June Marie Jacobs
- 2002 : Vengeance trompeuse de Jonathan Craven : Prostituée
- 2002 : House Blend de Andrew D. Weyman : Pam

#### Séries télévisées
- 2019 - 2023 : The Rookie : Le Flic de Los Angeles : Dr. Morgan (saisons 1 et 5, épisodes 20 et 16)
- 2018 : The Magicians : Poppy (saison 3, 2 épisodes)
- 2017 : My Little Pony : Les amies, c'est magique : Pear Butter (saison 7, épisode 13)
- 2016 : Flynn Carson et les Nouveaux Aventuriers : Charlotte Holloway (saison 3, épisode 5)
- 2012 - 2015 : Supernatural : Charlie Bradbury (saisons 7 à 10, épisodes variés)
- 2012 : Eureka : Dr Holly Marten (saisons 4 et 5)
- 2009 : Dollhouse : Mag (saisons 1 et 2, épisodes 13)
- 2009 : Lie to Me : Angela (saison 2, épisode 10 : Tractor Man)
- 2008 : Dr House : Apple (saison 5, épisode 2 : Not Cancer)
- 2008 : Dr. Horrible's Sing-Along Blog : Penny
- 2007 : Love, Inc. : Natalie
- 2005 : Monk : Heidi Gefsky (saison 4, épisode 5)
- 2004 : One on One : Sarah
- 2004 : Strong Medicine : Amie de Jesse
- 2003 : Buffy contre les vampires : Vi (8 épisodes)
- 2003 : For the People : Nicole
- 2002 : Maybe It's Me : Cookie
- 2001 : Emeril : Cherie

### Web-séries
- 2007 - 2010 - 2013 : The Guild : Cid / Codex (saisons 1 à 6, également créatrice et productrice)
- 2011 : Dragon Age: Redemption (en) : Tallis (saison 1)

### Jeux vidéo
- 2010 : Fallout: New Vegas : Veronica Santangelo
- 2011 : Dragon Age 2 : Tallis (DLC « Mark of the Assassin »)
- 2014 : Family Guy : À la recherche des trucs : Elle-même
- 2017 : Le Donjon de Naheulbeuk : L'Amulette du Désordre : la Magicienne

## Distinctions

### Récompenses
- 2009 : The Streamy Awards de la meilleure distribution dans une série télévisée comique pour The Guild (2007-2013) partagée avec Vincent Caso, Jeff Lewis, Amy Okuda, Sandeep Parikh et Robin Thorsen
- 2009 : The Streamy Awards de la meilleure performance féminine dans une série télévisée comique pour The Guild (2007-2013).
- 2010 : The Streamy Awards de la meilleure performance féminine dans une série télévisée comique pour The Guild (2007-2013).
- 2012 : International Academy of Web Television Awards de la meilleure performance féminine dans une série télévisée comique pour The Guild (2007-2013).
- 2012 : International Academy of Web Television Awards du meilleur scénario dans une série télévisée comique pour The Guild (2007-2013).
- 2013 : International Academy of Web Television Awards du meilleur scénario dans une série télévisée comique pour The Flog (2012-2013).
- 2014 : International Academy of Web Television Awards de la meilleure série de jeu pour Table Top (2012-2017) partagée avec Sheri Bryant et Wil Wheaton.
- 2018 : Behind the Voice Actors Awards de la meilleure performance vocale dans une série télévisée d'animation pour My little pony : Les amies, c'est magique. (2018).

### Nominations
- 2009 : The Streamy Awards du meilleur scénario dans une série télévisée comique pour The Guild (2007-2013).
- 2009 : The Streamy Awards de la meilleure actrice invitée dans une série télévisée comique pour The Legend of Neil
- 2010 : The Streamy Awards de la meilleure distribution dans une série télévisée comique pour The Guild (2007-2013) partagée avec Vincent Caso, Jeff Lewis, Amy Okuda, Sandeep Parikh et Robin Thorsen
- 2010 : The Streamy Awards du meilleur scénario dans une série télévisée comique pour The Guild (2007-2013).
- 2013 : The Streamy Awards du meilleur scénario dans une série télévisée comique pour The Guild (2007-2013).
- 2013 : The Streamy Awards de la meilleure série à la première personne pour The Flog (2012-2013).
- 2013 : The Streamy Awards de la meilleure guest-star dans une série télévisée comique MyMusic (2012-2014).